# Falling James Moreland
Falling James Moreland – autor tekstów piosenek, punkrockowiec i wokalista zespołu Leaving Trains. Transwestyta. Był pierwszym mężem Courtney Love od 1989 roku do 1990, był producentem pierwszego singla zespołu Hole Retard Girl i ich Ep The First Session.
Udziela wywiadu w książce Max Wallace i Ian Halperina pt. Miłość i śmierć. Morderstwo Kurta Cobaina.